# دبليو. تيت برادي
دبليو. تيت برادي (بالإنجليزية: W. Tate Brady)‏ هو سياسي أمريكي، ولد في 20 يناير 1870 في فورست ستي في الولايات المتحدة، وتوفي في 25 أغسطس 1925 في تلسا في الولايات المتحدة. حزبياً، نشط في الحزب الديمقراطي.